# (37344) 2001 SS54
2001 SS54 (asteroide 37344) é um asteroide da cintura principal. Possui uma excentricidade de 0.13235200 e uma inclinação de 23.95945º.
Este asteroide foi descoberto no dia 16 de setembro de 2001 por LINEAR em Socorro.